# Frogger: The Great Quest
Frogger: The Great Quest, es un videojuego publicado por Konami en 2001, originalmente para PlayStation 2. Introdujo un nuevo estilo más fresco, siendo el primer título de la serie Frogger que transcurre en un entorno de plataformas 3D y también el primero en presentar a Frogger como un bípedo vestido. En 2001, hubo además una versión para Game Boy Advance que pasaba a tener una jugabilidad en 2D. En 2002, la versión de PlayStation 2 fue convertida para Windows, siendo dedicada a la memoria del actor de voz fallecido Steve Broadie, que daba voz a Lumpy the Toad, Count Blah the Vampire y The Magical General of Light and Industry. Es el segundo juego en la serie desarrollado por Konami, y el primero desde que Hasbro Interactive publicó Frogger 2: Swampy's Revenge en el año 2000.
- Datos: Q5505249